# 金融中介
金融中介是提供在金融市场中中介服务的个人、企业或者机构。常见的金融中介包括商业银行、券商、证券经纪人、证券投资基金、证券交易所等。金融中介作为金融交易参与者的中介人并促进金融交易。金融中介通过债务、股权或混合持份结构，将原本空闲的资本重新分配给需要资本的经营性企业。
通过金融中介过程，某种资产或负债被转换为另外的资产或负债。金融中介机构将资金从拥有盈余资金的人（储蓄者）转移到需要流动资金来开展所需活动的人（投资者）。 金融中介机构通常会间接地促进贷款方与借款方之间资金流动。储户（贷款方）将资金提供给中介机构（例如银行），而该机构将这些资金提供给需要资金者（借款方）。 资金流动方式包括贷款、抵押贷款，也可以绕过金融中介而直接通过金融市场融资，既金融非中介化（financial disintermediation）。
金融中介通常有4个主要功能：1.设定价格和清算价格；2.提供流动性和及时性;3.沟通卖方和买方；4.保证和监控质量。
- 姜建清：金融中介不会因为互联网兴起而消失 （页面存档备份，存于）